# Atuatuca Tungrorum

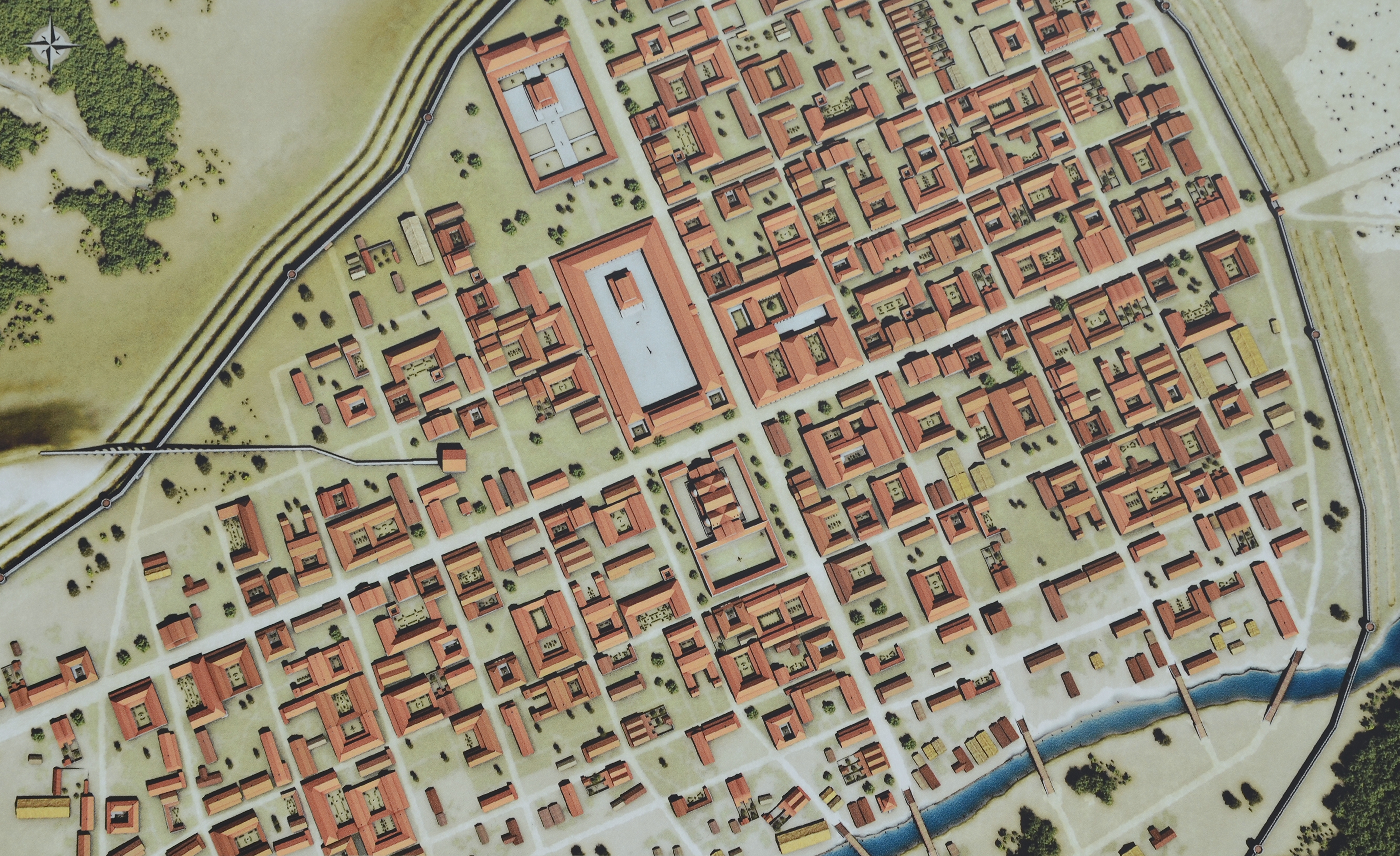
Reconstitution de la ville

Atuatuca Tungrorum — actuellement Tongres dans le Limbourg belge — est une ville romaine, située en Germanie inférieure, qui avait le statut de municipium. Implantée entre 19 et 15 av. J.-C., elle était le chef-lieu de la Civitas Tungrorum et probablement l'ancienne capitale des Éburons. 
Cinq voies reliaient ce chef-lieu du peuple des Éburons aux capitales des cités des peuples voisins permettant aux romains une intervention rapide. L’enceinte qui l’entourait faisait 4,5 km et protégeait une superficie de 136 ha, ce qui en faisait une cité importante.

## Galerie

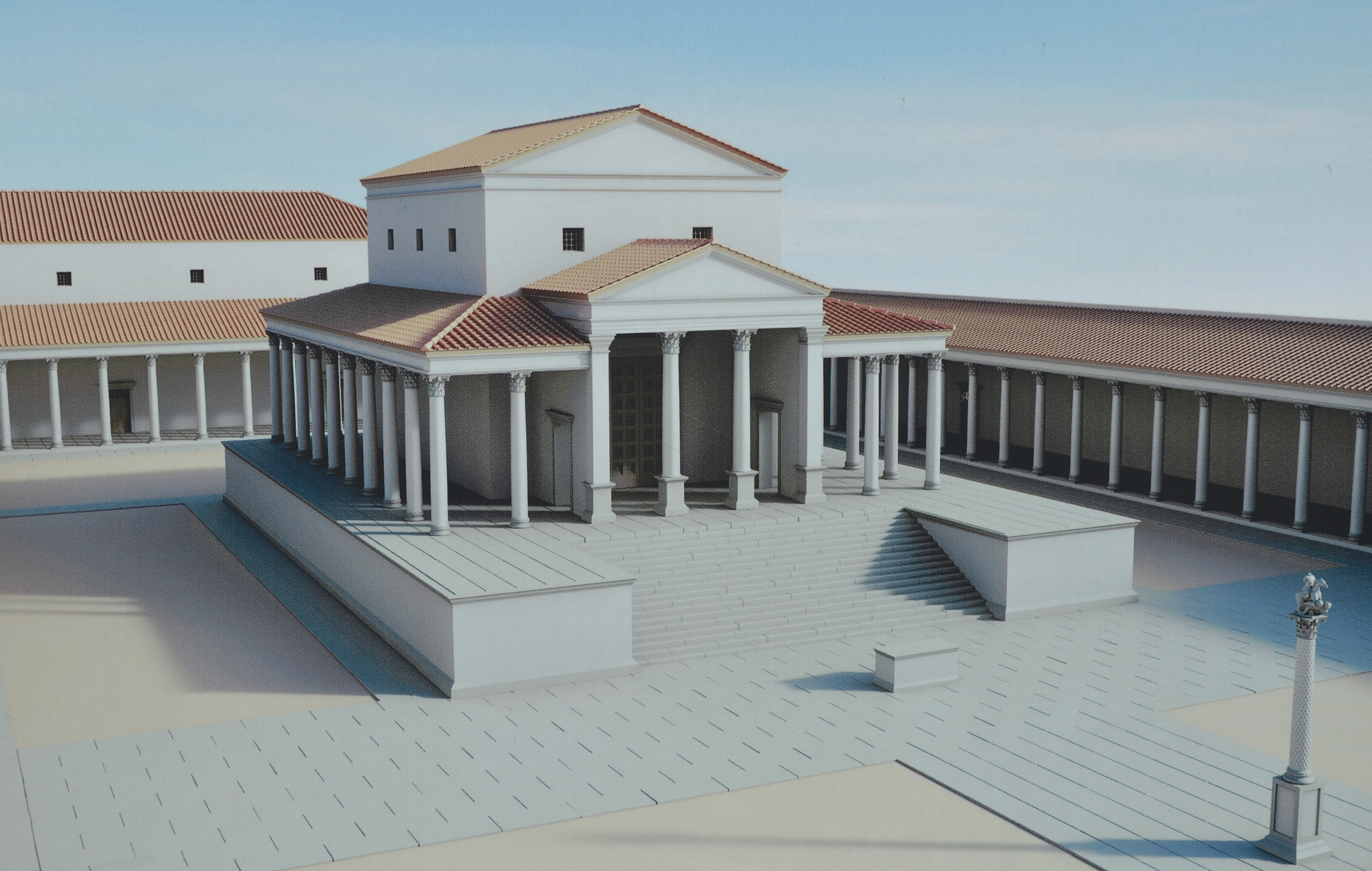
Reconstitution de Atuatuca Tungrorum
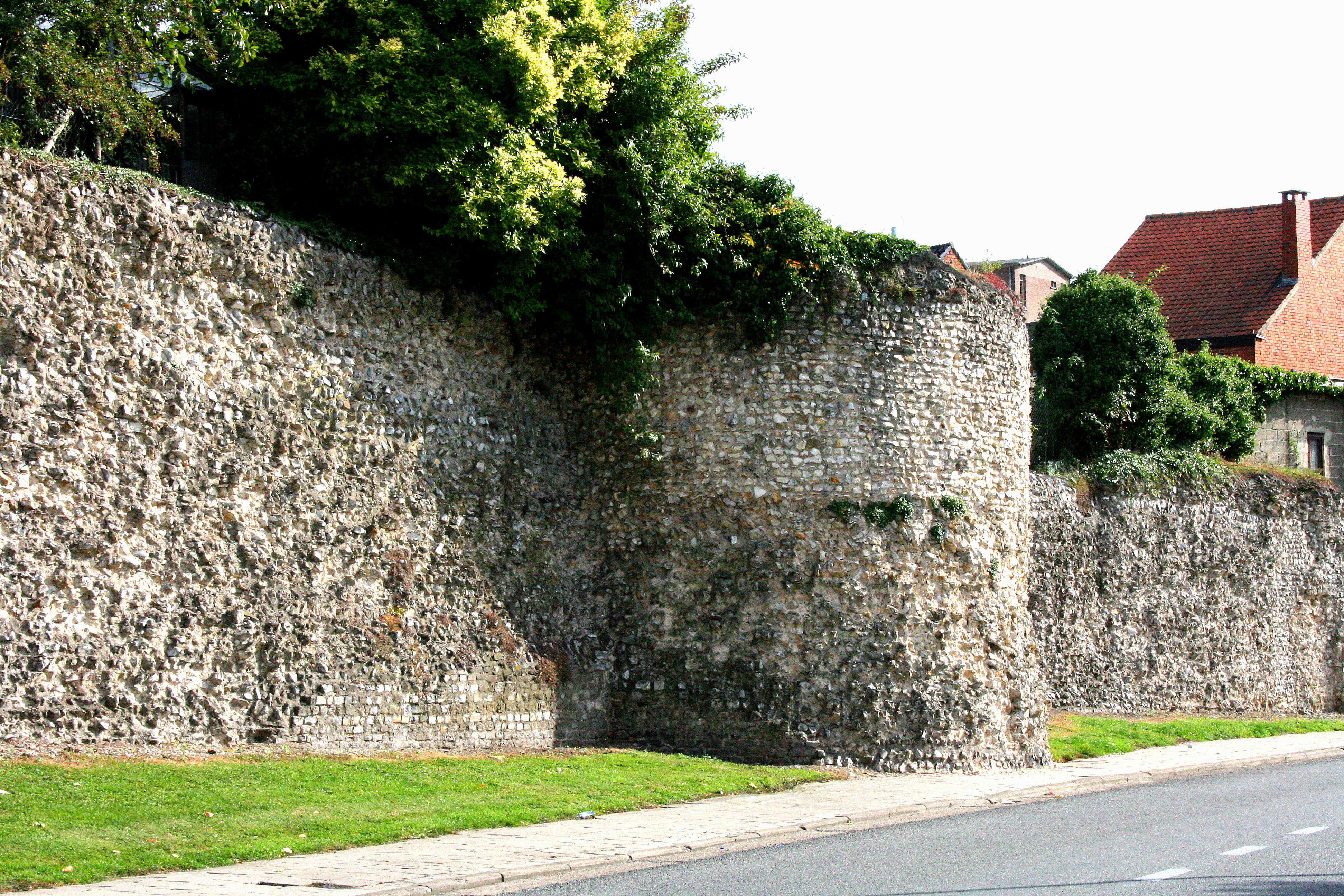
Muraille de la ville